# Quarter Video Graphics Array
QVGA, förkortning för Quarter Video Graphics Array (också kallad Quarter VGA) är en vanlig benämning för en datorskärm som har en dimension om 320 × 240. QVGA finns oftast på mobiltelefoner, PDA:er och vissa handhållna spelkonsoler. Skärmen är ofta i "stående" format (medan de flesta större datorskärmar är "liggande") och benämns då 240 × 320 eftersom skärmen således är högre än den är bred.
Namnet kommer sig av att en skärm av detta slag är 1/4 av den maximala storlek, 640 × 480, som IBM:s ursprungliga VGA-teknik hade, en teknik som blev en de facto-standard i slutet av 1980-talet. QVGA är varken kompatibla med, eller direkt utvecklade från, VGA-standarden; termen hänvisar bara till skärmens upplösning, vilket medför att förkortningen QVGA eller termen Quarter VGA brukar anses lämpligast att använda.